# Ichthyomys tweedii
Ichthyomys tweedii és una espècie de mamífer rosegador de la família dels cricètids. Viu a altituds d'entre 900 i 1.700 msnm a l'Equador, Panamà i, possiblement, Colòmbia. Els seus hàbitats naturals són les selves d'arbres alts, les selves nebuloses i els boscos secundaris. Es tracta d'un animal nocturn i semiaquàtic. Està amenaçada per la desforestació, l'expansió de l'agricultura i el creixement urbà.
L'espècie fou anomenada en honor d'Andrew Mellick Tweedy, un supervisor de mines a l'Equador.